# 1986 QE2
1986 QE2 är en asteroid i huvudbältet som upptäcktes den 28 augusti 1986 av den belgiske astronomen Henri Debehogne vid La Silla-observatoriet.
Asteroiden har en diameter på ungefär 3 kilometer.